# 中華基督教會蒙民偉書院
中華基督教會蒙民偉書院（英語：The Church of Christ in China Mong Man Wai College，縮寫CCCMMWC，簡稱蒙民偉書院）是位於香港九龍觀塘區的一所中學。1970年，信興電器貿易有限公司董事長蒙民偉捐贈港幣30萬元作建築校舍之部份費用，故被命名為「蒙民偉書院」。校舍於1974年正式啟用。蒙民偉書院之校訓爲「明辨篤行」，出自儒家經典《中庸》第二十章中的「明辨之，篤行之」。

## 校政管理
歷任校監
- 1974年至1984年：汪彼得牧師
- 1984年至1985年：李清詞牧師
- 1985年至1988年：郭乃弘牧師
- 1988年至1993年：翁珏光牧師
- 1993年至1997年：吳振智牧師
- 1997年至2000年：陸輝牧師
- 2000年至2003年：張黃韻瑤女士
- 2003年至2009年：黃成榮先生
- 2009年至2015年：余煊博士
- 2015年至2022年：梁天明博士
- 2022年至今：盧厚敏博士

歷任校長
- 1974年至1978年：梅浩濱先生（後改任同系英華書院校長）
- 1978年至1982年：唐基良先生
- 1982年至1989年：梅浩求先生（任內去世）
- 1990年至1993年：梅浩濱先生
- 1993年至2018年：葉信德先生
- 2018年至今：呂以敏博士

## 學校成立歷史
- 1970年，信興電器貿易有限公司董事長蒙民偉慨贈30萬元作建築校舍之部份費用，故該校被命名為「蒙民偉書院」以資紀念。
- 1971年11月6日，副教育署長何雅明蒞臨主持奠基禮
- 1974年9月2日，該校校舍正式啟用。開辦時設有中一級中二級各六班，學生人數約五百人，教師十八人，工友七人及實驗室技術人員一人。

## 開設科目
| 年級       | 以中文為授課語言                                                           | 以英文為授課語言 |
| ---------- | -------------------------------------------------------------------------- | --- |
| 中一至中三 | 中文、中史、聖經、普通話、生活與社會                                       | 英文、數學、綜合科學、商業概論、世界歷史、地理、資訊及通訊科技、視覺藝術、音樂、家政、體育、跨學科英語、STEM教育         |
| 中四至中六 | 中文、中史、旅游与款待、聖經、視覺藝術、其他學習經歷、體育、公民與社會發展 | 英文、數學、數學延伸單元一、數學延伸單元二、企業、會計與財務概論、生物、地理、經濟、資訊及通訊科技、物理、化學、世界歷史 |

## 班級結構

### 2022－2023年度
| 級別 | 中一 | 中二 | 中三 | 中四 | 中五 | 中六 | 總數 |
| 班數 | 4    | 4    | 4    | 4    | 4    | 4    | 24   |
| ---- | ---- | ---- | ---- | ---- | ---- | ---- | ---- |

### 2023－2024年度
| 級別 | 中一 | 中二 | 中三 | 中四 | 中五 | 中六 | 總數 |
| 班數 | 4    | 4    | 4    | 4    | 4    | 4    | 24   |
| ---- | ---- | ---- | ---- | ---- | ---- | ---- | ---- |

### 2024－2025年度
| 級別 | 中一 | 中二 | 中三 | 中四 | 中五 | 中六 | 總數 |
| 班數 | 4    | 4    | 4    | 4    | 4    | 4    | 24   |
| ---- | ---- | ---- | ---- | ---- | ---- | ---- | ---- |

## 學生會
學生會定名為“中華基督教會蒙民偉書院學生會”，以下爲歷屆內閣名單：
- 1998-1999：鳴言閣（當選）
- 2002-2003：同心堡（當選）
- 2003-2004：隨意門（當選）
- 2004-2005：秀新堂（當選）
- 2005-2006：敢閣（當選）
- 2006-2007：聯合閣（此屆沒有學生會內閣當選）
- 2007-2008：US（當選） / Zero
- 2008-2009：Summer（當選）
- 2009-2010：Push（當選） / Novel
- 2010-2011：Elements（當選） / Mars / Legend
- 2011-2012：Fibre（當選） / Unique / T.A.G
- 2012-2013：Solar（當選）
- 2013-2014：Nebula（當選） / ChatPT. / Blaze
- 2014-2015：Shingle（當選） / Navis / Zenith
- 2015-2016：Sparkle（當選）
- 2016-2017：Glitter（當選） / Vinca
- 2017-2018：Lilac（當選） / Rosarian
- 2018-2019：Nexus（當選）
- 2019-2020：Prism（當選） / Gears
- 2020-2021：Unicorn（當選） / Ripple
- 2021-2022：IGNITE（此屆沒有學生會內閣當選）
- 2022-2023：Strategy（當選） / Memories / Synergy / Phoenix
- 2023-2024：Eternity（當選）
- 2024-2025：Apricity（當選）

## 知名教師
- 劉江華：香港政治人物，前民政事務局局長（1983年至1989年任教英文科及經濟與公共事務科）[2]

## 著名/傑出校友
政界
- 郭蔭庶，PDSM：前警務處副處長（管理），香港公務員學院首任院長
- 莊因東：法律援助署署長
- 譚家浚：前葵青區議會安灝選區議員
- 張美雄：西貢區議會區議員
- 吳錦華，JP：香港華人會計師公會會長、西貢區撲滅罪行委員會副主席（1990年中五）[3]

醫療衛生界
- 馬漢明：香港呼吸系統科專科醫生，香港中文大學醫學院名譽臨牀副教授
- 鄭健榮：香港心理學會臨床心理學組臨床心理學家，香港心理學會前會長
- 林凱欣：香港醫生
- 馬建輝：香港醫生
- 陳俊偉：香港醫生

文娛界
- 梁燿鵬（阿雞、Martin）：樂隊supper moment的結他手
- 陳松伶：歌手、演員、兒童節目主持及電視節目主持
- 謝文雅：香港唱作歌手
- 韓麗珠：香港知名作家
- 倫紫玄：前香港女藝人
- 鍾雪瑩：商業電台唱片騎師、香港演員、第61屆金馬獎最佳女主角
- 謝詠恩：前有線新聞主播

教育界
- 陳繼宇，MH，JP：香港理工大學 專業進修學院SPEED 院長、專業及持續教育學院CPCE 副院長(資訊及發展) 和 資訊科技總監、香港門薩學會2012-2015, 2018-2020年主席[4]
- 巫耀榮：香港恒生大學決策科學學院副院長（產學合作與本科課程）、副教授
- 林克忠：基督教香港信義會宏信書院總校長
- 郭文軒：香港中文大學化學系研究助理教授
- 張凱鴻：香港中文大學生物醫學助理教授
- 楊家正：香港大學社會工作及社會行政學系首席講師
- 蔡永康：香港浸會大學物理系講師
- 霍揚揚：香港中文大學歷史系助理講師
- 田方澤：前香港教育專業人員協會副主席[5]
- 劉子傑：賓夕法尼亞大學醫學院生物統計、流行病學及信息學系與華頓商學院統計及數據科學系博士後研究員、前芝加哥大學布斯商學院計量經濟及統計領域博士後研究員

## 姊妹學校
- 中国廣州市南沙魚窩頭中學

## 外部連結
- 學校網站（页面存档备份，存于）
- 校友會網站（页面存档备份，存于）